# István Závodi
István Závodi, noto anche come István Zavadski (Budapest, 23 febbraio 1911 – 10 ottobre 1987), è stato un calciatore ungherese, di ruolo centrocampista o attaccante.

## Carriera
Ala destra, vanta 22 presenze e 12 reti nella Ligue 1.